# 要帥氣的生活
《要帥氣的生活》（韓語：폼나게 살거야）是韓國SBS自2011年9月17日起播出的週末特別計劃劇，由《傳聞中的七公主》、《大老婆的反擊》、《不像三兄弟》編劇文英南執筆，講述在矛盾產生與化解中始終努力想要帥氣地活著的家人間的故事。

## 人物介紹

### 慕興艾一家人
| 演員   | 角色   | 年齡 | 角色介紹 |
| 李孝春 | 慕興艾 | 66   | 丈夫早年外遇，在外面重新建立家庭，彼此互不往來多年，沒有丈夫的她獨自經營著一家小餐館，辛苦將四兄妹撫養成人。將作為女人該擁有的人生拋置一旁，為了子女犧牲度過了勞苦的一生，但性格仍然明朗，富有幽默感，正想趁著子女都成婚之際，要帥氣地過餘下的人生，沒想到被宣判得了癌症。                         |
| 孫賢周 | 羅大鑼 | 41   | 羅家老大，為人善良端正，一旦遇到超越自己限度的事情，則會大發雷霆。身為長子雙肩總是擔有沉重責任感，對母親來說是出類拔萃的孝子，因處境無法侍養母親，不得已託付給妹妹雅蘿而一直深感內疚。當一名教師是他從小的夢想，也如願當上了數學教師，雖不斷有知名補習班以豐厚待遇聘請他，但始終未拋棄教師的生涯。 |
| 崔秀琳 | 南恩珍 | 37   | 大鑼的妻子，在富裕的家庭裡成長，人生過得無憂無慮。喜歡上課外補導老師大鑼而主動求婚並結了婚，雖然丈夫對他百依百順，但是艱苦的婚姻生活讓她變得越來越現實、冷漠。 |
| 金姬貞 | 羅露蘿 | 37   | 羅家老二，是這個家庭的問題製造者。隨心所慾地過自己的人生，但實際上內心隱藏著創傷。因為父親外遇，母親患上抑鬱症，開始替無暇照顧孩子的母親操持家務，不堪忍受照顧兄妹們的壓力而離家出走，最終綴學，輾轉於夜總會與茶座。                                                                               |
| 尹世仁 | 羅雅蘿 | 31   | 羅家老三，在困難環境下努力學習，從大學畢業後在一家家庭購物公司上班。作為實際上的一家之主，擔負著解決全家各種困難的重任，賺來的錢只夠用來為家族成員解決棘手問題。她決定訂婚後也侍養母親，和相處七年的同事崔信螢的婚事卻遭到對方母親反對，因為信螢猶豫不決的態度，兩人關係逐漸變得疏鬆倦怠。         |
| 崔宇植 | 羅稚鑼 | 20   | 羅家老么，目前是重考生。充滿叛逆，對學習不感興趣，因為喜歡用拳頭說話經常出入警察局，讓家人感到很頭痛。覺得媽媽的一生艱苦可憐，也明白媽媽對自己疼愛有加，心裡很愛媽媽但沒有表現出來。 |
| 金志珉 | 羅琴成 |      | 大鑼的女兒 |
| 南多凜 | 羅華成 |      | 大鑼的兒子 |

### 千燕德一家人
| 演員   | 角色   | 年齡 | 角色介紹 |
| 朴貞洙 | 千燕德 | 66   | 一向隨心所欲，是個愛惜自己甚於愛惜子女、自私而不懂事的母親。早已年過六旬仍對愛充滿熱情，在生活中對自己是女人的事實從未疏忽過片刻。                                                                                           |
| 奇太映 | 崔信螢 | 31   | 燕德的兒子，善於靈機應變，一旦遇到不利的狀況可以馬上找藉口脫身，但是方法實在不夠高明經常被揭穿。乍看之下有點優柔寡斷，像個媽寶，但是看著媽媽嫁入另一家庭受到前妻子女們的冷落，感受到媽媽的可憐，為了不讓媽媽失望而拼命努力。 |
| 蔡英仁 | 崔筱螢 | 27   | 燕德的女兒，做事沒有主見，媽媽說什麼就做什麼，就像個長不大的孩子。 |
| 尹瑞賢 | 崔玖螢 | 38   | 信螢的繼兄，因為小時候受到繼母的冷落，所以與繼母的小孩相處的不好。 |

### 趙容發一家人
| 演員   | 角色   | 年齡 | 角色介紹 |
| 盧宙鉉 | 趙容發 | 68   | 雖然是個大樓的警衛，但為人既帥氣又幽默。將老年的煩惱愛情與再婚、經濟問題、疾病、死亡等展現給觀眾的人物，從一個夜店服務生開始到部門經理再到副總經理直至退休，如今雖在一座公寓收發室工作，但依舊打扮得瀟灑，身體也很硬朗。性格急躁有些易怒，感情上是永遠癡情於一人的純情派。 |
| 孫中范 | 趙進相 | 31   | 容發的兒子 |
| 李尚淑 | 李海心 | 39   | 進相的妻子 |

### 其他人物
| 演員   | 角色   | 年齡 | 角色介紹 |
| 吳大奎 | 申奇漢 | 38   | 作為高利貸公司的小夥子，在外收錢的時候偶然認識了羅露蘿，後來發展為戀人關係，變成慕興艾的家族成員。小時候因為父母離婚而被丟到孤兒院，上高中時從孤兒院逃跑，開始了過貧民生活。雖然在高利貸公司做跑腿的工作，但是心裡卻夢想有一天開一家網咖過舒服的日子。                                                                   |
| 高世元 | 趙英傑 | 36   | 是個有能力並對患者關心且有人情味的醫生。是慕興艾的主治醫生，有實力，對患者也很親切。凡事充滿自信，性格自由奔放，在女性之間很有人氣。目前已離婚有一個孩子，雖然現在由前妻扶養小孩，但是打算在婚後把小孩帶回來。對雅蘿來說，他的個方面條件都很不錯，這個充滿自信的離婚男人讓雅蘿陷入了煩惱，從中也反映出生活中的現實問題。 |
| 李廷吉 | 延九忠 | 44   | 信螢的朋友 |
| 劉世禮 | 殷謹熙 |      | 數學老師 |
| 金賢秀 | 趙寒怡 |      | 英傑的女兒 |
| 玄英   |        |      | 婚姻仲介公司職員（客串） |
| 安內相 |        |      | （客串） |
| 趙成夏 |        |      | （客串） |

## 其他搭配歌曲
- 台灣緯來戲劇台版本
  - 片頭曲：林俊傑《零度的親吻》、《修煉愛情》
  - 片尾曲：邰正宵《零下幾度C》

## 外部連結
- 韓國SBS官方網站 （页面存档备份，存于）
- 臺灣緯來官方網站 （页面存档备份，存于）（繁體中文）

| SBS 週末特別計劃                             | SBS 週末特別計劃                               | SBS 週末特別計劃 |
| -------------------------------------------- | ---------------------------------------------- | ---------------- |
|                                              | 要帥氣的生活 （2011年9月17日 - 2012年3月11日） |                  |
| 女人的香氣 （2011年7月16日 - 2011年9月11日） | 傻瓜媽媽 （2012年3月17日 -2012年5月20日）      |                  |

| 新加坡、 马来西亚、 柬埔寨、 印度尼西亞、 ONE · 星期一至五 17:10 - 18:25（UTC+8）    | 新加坡、 马来西亚、 柬埔寨、 印度尼西亞、 ONE · 星期一至五 17:10 - 18:25（UTC+8） | 新加坡、 马来西亚、 柬埔寨、 印度尼西亞、 ONE · 星期一至五 17:10 - 18:25（UTC+8） |
| ------------------------------------------------------------------------------------ | --------------------------------------------------------------------------------- | --------------------------------------------------------------------------------- |
|                                                                                      | 要活得威风 （2012年7月9日—2012年9月17日）                                         |                                                                                   |
| 我的愛在我身邊 （2012年2月6日—2012年4月13日）純潔的你 （2012年4月16日—2012年7月6日） | 天國的階梯 （2016年4月27日—2016年5月24日）                                        |                                                                                   |

| 臺灣 緯來戲劇台 星期一至五 21:00 - 22:00      | 臺灣 緯來戲劇台 星期一至五 21:00 - 22:00     | 臺灣 緯來戲劇台 星期一至五 21:00 - 22:00     |
| --------------------------------------------- | -------------------------------------------- | -------------------------------------------- |
|                                               | 幸福的反擊 （2013年3月19日 - 2013年5月14日） |                                              |
| 小媳婦女王 （2012年12月14日 - 2013年3月18日） | 玻璃面具 （2013年5月15日 - 2013年8月7日）    |                                              |
| 臺灣 緯來綜合台 星期一至五 19:00 - 20:00      |                                              |                                              |
| 愛在烏鵲橋 （2014年11月12日 - 2015年3月26日） | 幸福的反擊 （2015年3月27日 - 2015年7月17日） | 華麗的對決 （2015年7月20日 - 2015年11月5日） |